# Transit-oriented development

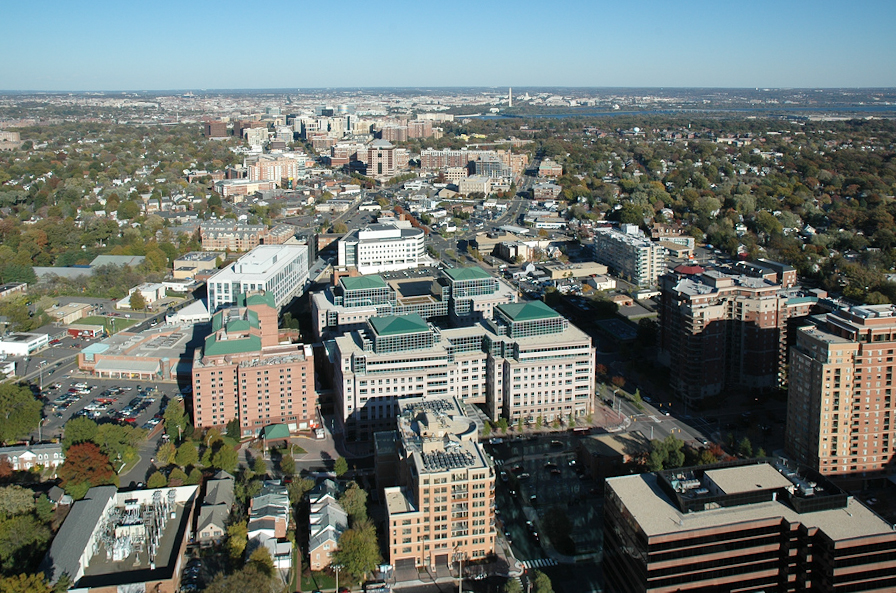
De lokale overheid van Arlington County (Virginia) streeft naar transit-oriented development binnen 400 tot 800 meter van stations van de Metro van Washington, gecombineerd met functiemenging, fietsdeelsystemen en voetgangersvriendelijkheid

Transit-oriented development (TOD), is een openbaar vervoer- en ruimtelijke ordening-concept waarbij infrastructuur en ruimtelijke inrichting op het gebied van zowel planvorming, financiering en exploitatie geïntegreerd worden aangepakt.
Het openbaar vervoerssysteem wordt hierbij als de ruggengraat en aanjager van de stedelijke ontwikkeling gezien. 
TOD kan worden samengevat als een regionaal netwerk van rond haltes van hoogwaardig openbaar vervoer gecentreerde leefomgevingen, gekarakteriseerd door hogere bebouwingdichtheden, gemengde functies en een menselijke maat.
De term komt uit de Verenigde Staten waar het concept als mogelijk antwoord werd gezien op de ongelimiteerde suburbanisatie, de zogenaamde urban sprawl. De UITP presenteerde eind jaren 1950 een uitgebreid onderzoek, waarin TOD als oplossing wordt gezien in het verminderen van de negatieve gevolgen van verkeersopstoppingen.

## TOD in Nederland
Er bestaat (nog) geen Nederlandse term die recht doet aan de betekenis van transit-oriented development. In Nederland wordt de term ‘knooppuntontwikkeling’ gehanteerd, wat niet helemaal opgaat omdat dit zich concentreert op verdichting rond grote knooppunten, terwijl TOD betrekking heeft op het gehele netwerk.

### Verleden
Een vroeg voorbeeld is het plan 'de Nieuwe Hout' in Den Haag uit 1970. Het plan in het centrum bevatte veel kantoren, maar ook woningen, winkels, semi-metrostations en onder meer een sporthal. Er werd gedacht dat zeker 50% van de bezoeker met het OV zou komen.

##### Groeikernen
In het groeikernenbeleid uit de jaren zeventig werd veel aandacht geschonken aan een goede bereikbaarheid van de als groeikern aangewezen plaatsen per openbaar vervoer. 
Voorbeelden van TOD-gerelateerde ontwikkelingen uit de groeikernenperiode zijn:
- De Zoetermeer Stadslijn, die werd gebouwd ter ontsluiting van de Haagse groeikern Zoetermeer.
- Bij de uitbreiding van Houten werd het station als geografisch middelpunt aangehouden, waarbij veel aandacht ging naar veilige en snelle fietsroutes van en naar het station. Het centrum van het nieuwe Houten werd verschoven naar het stationsgebied.
- Spijkenisse en Capelle aan den IJssel werden aangesloten op de Rotterdamse metro. De centrumfunctie van het station is het duidelijk te zien rond station De Akkers, waar het station geïntegreerd is met het centrale wijkcentrum.

### Toekomst
In Nederland is het project Stedenbaan in de zuidelijke Randstad (gebied) een voorbeeld van transit-oriented development, omdat openbaar vervoer en stedelijke ontwikkeling samen worden benaderd op regionale schaal.
Regionet in de noordelijke Randstad en Randstadspoor in de provincie Utrecht zijn weliswaar vergelijkbare regionale ov-systemen, maar missen de integratie met regionale stedelijke ontwikkeling.